# 疾風之夢
疾風之夢（日语：レーヴミストラル），是日本純種競賽馬匹。生涯活躍於中長途賽事，曾於2015年勝出青葉賞及於2016年勝出日經新春盃。

## 出賽前
2012年5月8日出生於北海道安平町北部牧場，成長途中於一口馬主俱樂部Sunday Racing Co. Ltd.進行馬主募集。
其後交由栗東訓練中心練馬師松田博資訓練。

## 競賽生涯

### 2歲
2014年12月6日出戰阪神競馬場2歲新馬戰，保持於最後方位置逐步推進下於直路展現一段衝刺，最終以第四完賽。

### 3歲
2015年年初出戰3歲未勝利戰，雖然於直路跑出全長最快末腳，但礙於初段留得較後的情況下未能超越里見奔騰以取得第二。
1月24日再度出戰3歲未勝利戰，本次比賽位置放得交前的情況下於彎道成功取得有利位置，進入直路後隨即衝出並不斷加速，最終超越Regenwald及Wonder Atleta取得首勝。
其後出戰條件戰杜鵑花賞，比賽初段重新採用後上戰術下保持於最後方位置，進入直路後於外檔位置突然爆發速度並不斷蠶食前方，最終成功超越所有對手下更拉開後方1馬位取得勝利。
5月2日出戰二級賽青葉賞，雖然為其首次挑戰分級賽，但仍然取得第一人氣的支持。比賽開始後，其緩慢的貼欄並保持於中團靠後位置，於進入第三彎道前稍為於外檔取位推進。進入直路後，其於中檔位置迅速進入加速狀態，轟出後600米33.7秒的優秀末腳下成功領先，以1/2馬位戰勝喜氣洋溢取得首個分級賽冠軍。
5月31日按照計劃出戰東京優駿（日本打吡），然而一直保持於中團位置下未能於直路順利突破，最終以第九大敗。
入秋後其並未出戰經典三冠尾關菊花賞，而是出戰阿根廷共和國盃。比賽初段繼續選擇於中團靠後位置追走，進入直路後雖然以不俗的速度有後方殺出，但仍然未能超越前方一早佔先的黃金伶人和美酒當前取得第三。
其後以金鯱賞為目標，但於直路無任何表現下以第八落敗收場。

### 4歲
2016年以日經新春盃作為首戰，比賽初段繼續選用後上戰術，一直於後方保持穩定的節奏緩慢推進。進入直路後，其於直路再度爆發自身優秀的末腳速度，以後600米33.1秒的成功超越其他對手取得冠軍。
然而其後出戰京都紀念未能保持實力，以第十二的名次大敗。
2月下旬，由於練馬師松田博資到達退休年齡，其被轉至栗東訓練中心練馬師高野友和馬房。
5月1日出戰轉廄後的首戰春季天皇賞以第十大敗，狀態不佳，也於秋季進入休養並未有出戰任何賽事。

### 5歲
2017年復出後僅於春季出戰日經新春盃及阪神大賞典兩場賽事，但於其中分別以第十及第九落敗。

### 6歲
進入2018年疾風之夢仍然現役，但本年度全數出戰公開賽且未有取得任何優秀戰績。
有見及此，陣營決定取消其於日本中央競馬會的賽駒註冊，原先打算安排其轉籍地方，但其後直接退役。

### 詳細賽績
| 日期      | 舉辦國家 | 馬場 | 距離   | 級別 | 賽事名稱       | 負重 | 騎師     | 馬號 | 出馬 | 名次 | 時間   | 頭馬（二馬）       |
| --------- | -------- | ---- | ------ | ---- | -------------- | ---- | -------- | ---- | ---- | ---- | ------ | ------------------ |
| 6/12/2014 | 日本     | 阪神 | 草2000 |      | 2歲新馬        | 55   | 岩田康誠 | 7    | 8    | 4    | 2:07.2 | 阿當之橋           |
| 5/1/2015  | 日本     | 京都 | 草2000 |      | 3歲未勝利      | 56   | 岩田康誠 | 6    | 16   | 2    | 2:01.2 | 里見奔騰           |
| 24/1/2015 | 日本     | 京都 | 草1800 |      | 3歲未勝利      | 56   | 岩田康誠 | 16   | 16   | 1    | 1:48.5 | （Regenwald）      |
| 4/4/2015  | 日本     | 阪神 | 草2400 |      | 杜鵑花賞       | 56   | 岩田康誠 | 3    | 7    | 1    | 2:29.2 | （Sunrise Scence） |
| 2/5/2015  | 日本     | 東京 | 草2400 | GII  | 青葉賞         | 56   | 川田將雅 | 8    | 18   | 1    | 2:26.9 | （喜氣洋溢）       |
| 31/5/2015 | 日本     | 東京 | 草2400 | GI   | 東京優駿       | 57   | 川田將雅 | 7    | 18   | 9    | 2:24.5 | 大鳴大放           |
| 8/11/2015 | 日本     | 東京 | 草2500 | GII  | 阿根廷共和國盃 | 55   | 川田將雅 | 18   | 18   | 3    | 2:34.4 | 黃金伶人           |
| 5/12/2015 | 日本     | 中京 | 草2000 | GII  | 金鯱賞         | 56   | 川田將雅 | 5    | 12   | 8    | 1:59.2 | Mitra              |
| 17/1/2016 | 日本     | 京都 | 草2400 | GII  | 日經新春盃     | 56   | 川田將雅 | 1    | 12   | 1    | 2:25.9 | （高尚駿逸）       |
| 14/2/2016 | 日本     | 京都 | 草2200 | GII  | 京都紀念       | 56   | 川田將雅 | 9    | 15   | 12   | 2:20.0 | 里見皇冠           |
| 1/5/2016  | 日本     | 京都 | 草3200 | GI   | 春季天皇賞     | 58   | 川田將雅 | 18   | 18   | 10   | 3:16.0 | 北部玄駒           |
| 17/1/2017 | 日本     | 京都 | 草2400 | GII  | 日經新春盃     | 58   | 杜滿萊   | 14   | 14   | 10   | 2:27.3 | 覓奇火箭           |
| 19/3/2017 | 日本     | 阪神 | 草3000 | GII  | 阪神大賞典     | 56   | 川田將雅 | 6    | 10   | 9    | 3:05.3 | 里見光鑽           |
| 27/1/2018 | 日本     | 東京 | 草2000 | OP   | 白富士錦標     | 57   | 戶崎圭太 | 5    | 10   | 7    | 2:00.0 | 花蜜               |
| 5/5/2018  | 日本     | 東京 | 草2400 | OP   | 都會錦標       | 57   | 石橋脩   | 4    | 11   | 9    | 2:25.7 | Best Approach      |
| 22/7/2018 | 日本     | 福島 | 草1800 | OP   | 福島電視公開賽 | 57   | 武藤雅   | 13   | 16   | 8    | 1:48.4 | 夢飛翔             |
| 25/8/2018 | 日本     | 新潟 | 泥1800 | OP   | BSN賞          | 57   | 大野拓彌 | 8    | 12   | 12   | 1:55.1 | Salsa Dione        |

## 退役後
退役後，疾風之夢成為了配種馬，於北海道新日高町Lex Stud休養，在2019年進行配種。首批子嗣於2020年出生。首批子嗣可於2022年出賽。
2023年8月由配種馬退役，將以功勞馬身份養老。
2023年10月3日其於中轉站北海道日高町Green Mile訓練中心時出現腸臟扭轉的情況，緊急運送到診所時於運馬車內跌倒，最終因腸臟阻塞引致的動脈破裂而死亡，享年11歲。

## 血統簡介
父系夏威夷王爲日本賽駒，生涯戰績極爲優秀，僅得一戰未能獲勝，曾勝出一級賽NHK一哩賽及東京優駿（日本打吡），爲日本史上首匹贏得變則二冠的賽駒。祖父金滿寶爲美國生產的法國賽駒，曾三勝一級賽，亦爲近代著名種馬之一。
母系奧斯卡夢為法國賽駒，生涯戰績優秀，曾勝出一級賽聖安利爾大賽，亦於紅寶錦標、歌劇錦標及意大利賽馬會金盃中跑獲亞軍。外祖父Highest Honor為法國賽駒，生涯戰績亦非常優秀，曾於一級賽伊斯巴翰錦標中取勝，亦在法國二千堅尼中取得過第二。

### 血統表
| 父線：金滿寶系（淘金者系）                                  |                              |            |                  |
| 種馬 夏威夷王 2001年（棗色）                                | 金滿寶 1990年（棗色）        | 淘金者     | Raise a Native   |
| 種馬 夏威夷王 2001年（棗色）                                | 金滿寶 1990年（棗色）        | 淘金者     | Gold Digger      |
| 種馬 夏威夷王 2001年（棗色）                                | 金滿寶 1990年（棗色）        | Miesque    | 雷利耶夫         |
| 種馬 夏威夷王 2001年（棗色）                                | 金滿寶 1990年（棗色）        | Miesque    | Pasadoble        |
| 種馬 夏威夷王 2001年（棗色）                                | Manfath 1991年（深棗色）     | 最後大官   | Try My Best      |
| 種馬 夏威夷王 2001年（棗色）                                | Manfath 1991年（深棗色）     | 最後大官   | Mill Princess    |
| 種馬 夏威夷王 2001年（棗色）                                | Manfath 1991年（深棗色）     | Pilot Bird | Blakeney         |
| 種馬 夏威夷王 2001年（棗色）                                | Manfath 1991年（深棗色）     | Pilot Bird | The Dancer       |
| 繁殖雌馬 奧斯卡夢 1997年（灰色）                            | Highest Honor 1983年（灰色） | Kenmare    | Kalamoun         |
| 繁殖雌馬 奧斯卡夢 1997年（灰色）                            | Highest Honor 1983年（灰色） | Kenmare    | Belle of Ireland |
| 繁殖雌馬 奧斯卡夢 1997年（灰色）                            | Highest Honor 1983年（灰色） | High River | 河人             |
| 繁殖雌馬 奧斯卡夢 1997年（灰色）                            | Highest Honor 1983年（灰色） | High River | Hairbrush        |
| 繁殖雌馬 奧斯卡夢 1997年（灰色）                            | Numidie 1988年（棗色）       | Baillamont | 害羞新郎         |
| 繁殖雌馬 奧斯卡夢 1997年（灰色）                            | Numidie 1988年（棗色）       | Baillamont | Lodeve           |
| 繁殖雌馬 奧斯卡夢 1997年（灰色）                            | Numidie 1988年（棗色）       | Yamuna     | 翠綠舞人         |
| 繁殖雌馬 奧斯卡夢 1997年（灰色）                            | Numidie 1988年（棗色）       | Yamuna     | Yeovil           |
| 雌系：號族：1-p                                             |                              |            |                  |
| 五代內近親交配：翠綠舞人 5×4、北地舞人 5×5、Sir Gaylord 5×5 |                              |            |                  |

## 命名由來
名字中，Reve（レーヴ）於法語中有「夢想」的意思，繼承自母系奧斯卡夢的名字，Mistral（ミストラル）於法語普羅旺斯方言中意思為壯麗，亦帶有西北風之意思，香港則採用後者，並結合兩部分，翻譯為「疾風之夢」。

## 外部連結
- 疾風之夢 netkeiba.com （页面存档备份，存于）
- 血統表 （页面存档备份，存于）